# Mýflug
Mýflug Air (code OACI : MYA) est une compagnie aérienne islandaise, fondée en 1985 et basée à l'aéroport d'Akureyri.

## Incidents et Accidents
Le 5 août 2013, un Beechcraft King Air B200 (TF-MYX), un vol d'ambulance, s'est écrasé sur une piste de course automobile juste à l'ouest d'Akureyri dans le nord de l'Islande après avoir demandé à survoler la ville. 2 pilotes et un ambulancier étaient à bord. Le commandant de bord et l'ambulancier sont décédés, le copilote s'en sort avec des blessures mineures.

## Site internet
- Site de la compagnie